# Beckbury
Beckbury är en ort och civil parish i Storbritannien.   Den ligger i grevskapet Shropshire i riksdelen England, i den södra delen av landet, 190 km nordväst om huvudstaden London. Beckbury ligger 81 meter över havet och antalet invånare är 327.
Terrängen runt Beckbury är platt.Runt Beckbury är det tätbefolkat, med 257 invånare per kvadratkilometer. Närmaste större samhälle är Wolverhampton, 15,5 km öster om Beckbury. Trakten runt Beckbury består till största delen av jordbruksmark.